# Cecilia Alegría Varona
María Cecilia Alegría Varona (Santiago de Cuba, 23 de diciembre de 1958) es una periodista nacida en Cuba, criada en Perú y radicada en Miami, Florida, desde agosto del 2003.

## Biografía
Hija del escritor peruano Ciro Alegría y la poeta cubana Dora Varona. Es bisnieta del escritor y político cubano Enrique José Varona. 
Debutó en la televisión peruana en 1979 como coanimadora del programa La mujer en el mundo conducido por Meche Solaeche y transmitido por Panamericana Televisión. En 1980 pasó a América Televisión, en donde inició su carrera como narradora de noticias. 
Terminó los estudios de Ciencias de la Comunicación en la Universidad de Lima en 1982; luego de ello viajó a Londres, en donde hizo las prácticas profesionales en la BBC.
Regresó al Perú en 1985, conduciendo diversos programas de radio y televisión; haciendo entrevistas para América Televisión y luego para Televisión Nacional; a fin de la década fue a vivir a Chile junto a su esposo e hijos, es allí donde se desempeñó como periodista y conductora en Radio Universidad de Chile, donde destaca a través de su programa Vale un Perú.
En 1995 regresó al Perú como consultora de la Sunat, posteriormente de la Sunass y del Ministerio Público; a la par participa de programas de televisión como Al corriente y En confianza, ambas transmitidas Global TV.
En 1997 presentó el diseño del proyecto para la creación de la Facultad de Ciencias de la Comunicación a la Universidad San Ignacio de Loyola, el proyecto fue aprobado y Alegría se incorporó como Decana. Ese mismo año empezó a conducir el programa familiar Energía todo el día por Televisión Nacional; luego relanzado como Vivir con Energía y al final Por las Mañanas el programa duró dos años y medio.
En el 2000 viajó a España donde recibió una propuesta para la conducción del programa Éxito en sociedad; este fue transmitido por un canal de cable; a la par publicó su libro Comunicación efectiva = Comunicación afectiva. 
En el 2003 se mudó a Miami, en donde estudió una maestría en periodismo en la Florida International University, la cual culminó en el 2004. Desde el 2006 fue colaboradora del programa Cada Día de la cadena de Telemundo, donde fue protagonista de un segmento muy popular donde se dio a conocer como “La Doctora Amor”.
Hasta el año 2024 ha publicado 15 libros de autoayuda.

## Libros
- Comunicación efectiva = Comunicación afectiva (2000)
- 120 preguntas y respuestas para ser mejores personas (2004)
- Secretos para encontrar pareja en Internet (2009)
- No hay amor más grande (2013)
- Mucho amor con harto palo (2014)
- Radiografía del hombre infiel (2015)
- Amando un día a la vez (2016)
- Al rescate de tu comunicación de pareja (2017)
- Sexo sagrado y lazos del alma (2018)
- Alessia, mi hijo es una mujer trans (2019)

## Televisión
- La mujer en el mundo (1979-1980). Panamericana Televisión
- América en el Mundo (1981-1986). América Televisión
- Energía todo el día (1997-1999). TV Perú
- Vivir con energía (1999-2000). TV Perú
- Por las mañanas (2000-2001). TV Perú